# Rucinol
Rucinol ou 4-butilresorcinol é o composto orgânico com a fórmula C10H14O2 e massa molecular de 166,22 g·mol-1. É classificado com o número CAS 18979-61-8 e PubChem 205912.